# Matteo Viola
Matteo Viola (Venezia, 7 luglio 1987) è un allenatore di tennis ed ex tennista italiano.
In carriera ha vinto tre tornei Challenger in singolare e cinque in doppio. Ha partecipato agli Australian Open 2012 e ha raggiunto i quarti di finale a Kuala Lumpur nel 2013.

## Carriera

### 2005 - 2011
Conquista la prima finale ITF a Vittorio Veneto nel 2005 e il primo titolo l'anno successivo a Imperia. Seguono due titoli in singolare e uno in doppio nel 2008 e un titolo sia in singolare che in doppio nel 2009. Nel 2010 vince quattro delle cinque finali ITF conquistate e inizia a frequentare con una certa continuità i tornei Challenger. Accede per la prima volta al torneo di qualificazione dell'US Open ma viene sconfitto al secondo turno dal ceco Lukáš Rosol.
Nel 2011 ha preso parte al torneo di qualificazione dell'Australian Open dove è stato subito eliminato da Grigor Dimitrov; ha poi raggiunto la sua prima finale a livello challenger al Città di Caltanissetta, in cui è stato battuto dall'austriaco Andreas Haider-Maurer per 7-6, 6-1.
Il 24 luglio 2011 ha giocato la finale al Torneo di Orbetello perdendo in 3 set con Filippo Volandri e dopo aver sconfitto tennisti come i francesi Florent Serra ed Édouard Roger-Vasselin. Grazie a questo risultato ha raggiunto la 155ª posizione del ranking. Non hanno invece esito positivo le sue partecipazioni alle qualificazioni di Roma, Parigi e Wimbledon, dove viene eliminato al primo turno mentre supera di nuovo soltanto il primo turno nelle qualificazioni degli US Open. In novembre ha conquistato il suo primo challenger sconfiggendo nella finale del Challenger Ciudad de Guayaquil l'argentino Guido Pella per 6-4, 6-1.

### 2012 - La partecipazione agli Australian Open
Nel 2012 per la prima volta in carriera riesce ad accedere al tabellone principale di un torneo del Grande Slam: agli Australian Open 2012 infatti partecipa alle qualificazioni dove all'ultimo turno supera il sudafricano Rik De Voest e si qualifica per il singolare maschile. Al primo turno perde in tre set contro Santiago Giraldo. A fine gennaio disputa le qualificazioni del torneo di Zagabria e si qualifica per il main-draw. Al primo turno viene eliminato da Łukasz Kubot con il punteggio di 2-6, 1-6. Sfiora la qualificazione a Wimbledon perdendo solo al quinto set del turno decisivo contro Serra. Positive invece le qualificazioni di Gstaad; stavolta ad impedirgli il primo successo in un torneo ATP è il ceco Hernych. L'unico titolo dell'anno arriva al Challenger di Yokohama in novembre.

### 2013 - il primo quarto di Finale ATP e il best ranking
Nel 2013, dopo il secondo turno di qualificazione agli AUstralian Open, raggiunge il main draw a Zagabria ma è sconfitto da Kližan. La prima vittoria ATP arriva a Rotterdam dove, superate le qualificazioni, batte Marcel Granollers in rimonta; viene invece superato al turno successivo dal numero 5 del torneo Gilles Simon. Anche nel successivo 500 di Dubai, accede al main draw dalle qualificazioni e perde contro Rosol in due set. Sebbene non riesca a qualificarsi ai Masters 1000 americani tocca il suo best ranking in marzo, salendo al 118º posto in classifica. Ottiene una wild card per gli Internazionali d'Italia ma il suo debutto romano si risolve in una sconfitta contro Dolhopolov in due set. A luglio è direttamente ammesso ai 250 di Newport, dove viene eliminato al primo turno da Sijsling, e a quello di Bogotà: qui batte al primo turno Marčenko in 3 set e poi supera per 6-3, 7-5 Roger-Vasselin, qualificandosi per la prima volta in carriera per un quarto di finale a questo livello. Eliminato nelle qualificazioni degli US Open, le supera a Kuala Lumpur ed elimina Devvarman, al secondo turno perde contro l'allora numero quattro del mondo David Ferrer in due set. A livello Challenger durante la stagione ha raggiunto la finale in singolare al Trophée des Alpilles e ha vinto il titolo di doppio a Santos.

### 2014 - 2018
L'anno successivo supera le qualificazioni a Barcellona in aprile perdendo contro Golubev per 6-4, 6-3. Resterà l'unico incontro a livello ATP di una stagione che, per il resto, riserva al tennista veneto il titolo sia in singolare che in doppio al Challenger di Biella in settembre, risultato che gli permette di restare tra i primi duecento del mondo. Nel 2015 scende nel ranking; solo in giugno si spinge fino ad una finale Challenger a Perugia e perde contro Carreño Busta. Anche in doppio conquista un titolo Challenger, il quarto in carriera, in coppia con Lorenzi a Cortina. Scivolato intorno alla trecentesima posizione mondiale, chiude la stagione tornando a giocare Futures. Torna a disputare una finale a questo livello a Tel Aviv in febbraio del 2016. Ottenuta una wild card per le qualificazioni degli Internazionali di Roma, non supera il primo turno contro Ram. Perde anche la seconda finale Futures dell'anno a giugno contro Bellotti a Padova, città dove conquisterà il suo ottavo titolo Futures in agosto con il francese Eysseric. Poche settimane prima aveva perso al secondo turno delle qualificazioni dell'ATP 500 di Amburgo. A novembre conquista il decimo titolo Futures a Latina.
Il 2017 si apre con il quinto titolo challenger in carriera a Tampe, in Arizona, in coppia con Walter Trusendi, seguito dalla finale al Futures di Trento. Nel corso dell'anno conquista altri due titoli ad Hammamet e Palma del Río: risultati che permettono a Viola di riaffacciarsi con una certa continuità in tornei Challenger, pur senza riuscire ad ottenere risultati di particolare rilievo.
Il 6 gennaio 2018 ha vinto il suo quattordicesimo Futures a Hong Kong battendo in tre set Harri Heliövaara. Vanta in carriera tre tornei del circuito ATP Challenger. A giugno, dopo quasi quattro anni, riesce ad accedere ad un torneo ATP a Stoccarda: eliminati Martin e Pütz, trova sulla sua strada Gilles Simon che gli concede solo tre giochi.

### 2019
Dopo tre anni e mezzo torna a disputare una finale Challenger a Da Nang, in Vietnam. Da testa di serie numero due del torneo viene battuto all'atto conclusivo da Marcel Granollers per 2-6, 0-6.

## Statistiche

### Tornei minori

#### Singolare

##### Vittorie (17)
| Legenda tornei minori |
| Challenger (3)        |
| Futures (14)          |

| N.  | Data              | Torneo                                    | Superficie  | Avversario in finale | Punteggio        |
| 1.  | 7 agosto 2006     | Italy F25, Imperia                        | Terra rossa | Vincent Millot       | 6-3, 1-6, 6-0    |
| 2.  | 26 maggio 2008    | Hungary F3, Budapest                      | Terra rossa | Attila Balázs        | 7–6(5), 6-3      |
| 3.  | 18 luglio 2008    | Lithuania F2, Vilnius                     | Terra rossa | Pierre Metenier      | 6-3, 6-2         |
| 4.  | 18 maggio 2009    | Romania F2, Bucarest                      | Terra rossa | Cătălin-Ionuț Gârd   | ritiro           |
| 5.  | 10 maggio 2010    | USA F11, Orange Park                      | Terra rossa | Stefano Ianni        | 6-2, 6-1         |
| 6.  | 14 giugno 2010    | Italy F12, Mestre                         | Terra rossa | Matteo Marrai        | 7–6(2), 6-2      |
| 7.  | 26 luglio 2010    | Italy F18, Modena                         | Terra rossa | Blaž Rola            | 6-1, 4-6, 6-1    |
| 8.  | 23 agosto 2010    | Italy F22, Este                           | Terra rossa | Dušan Lajović        | 7-5, 6-1         |
| 9.  | 27 giugno 2011    | Morocco F4, Casablanca                    | Terra rossa | Michael Lammer       | 6-1, 6-4         |
| 10. | 27 novembre 2011  | Challenger Ciudad de Guayaquil, Guayaquil | Terra rossa | Guido Pella          | 6-4, 6-1         |
| 11. | 18 novembre 2012  | Keio Challenger, Yokohama                 | Cemento     | Mirza Bašić          | 7–6(3), 6-3      |
| 12. | 14 settembre 2014 | Biella Challenger, Biella                 | Terra rossa | Filippo Volandri     | 7-5, 6-1         |
| 13. | 13 novembre 2016  | Italy F37, Latina                         | Terra rossa | Attila Balázs        | 0-6, 7-5, 6-2    |
| 14. | 5 marzo 2017      | Italy F2, Trento                          | Tappeto     | Yannik Jankovits     | 7–6(8), 6-0      |
| 15. | 23 aprile 2017    | Tunisia F15, Hammamet                     | Terra rossa | Hernan Casanova      | 6-4, 6-3         |
| 16. | 25 giugno 2017    | Spain F18, Palma del Río                  | Cemento     | Alejandro Davidovich | 7-6, 7-5         |
| 17. | 6 gennaio 2018    | Hong Kong F6, Hong Kong                   | Cemento     | Harri Heliövaara     | 3-6, 6-2, 7–6(5) |

##### Finali perse (17)
| Legenda tornei minori |
| Challenger (6)        |
| Futures (11)          |

| N.  | Data              | Torneo                                             | Superficie  | Avversario in finale  | Punteggio     |
| 1.  | 27 giugno 2005    | Italy F18, Castelfranco Veneto                     | Terra rossa | Massimo Ocera         | 4-6, 0-6      |
| 2.  | 21 luglio 2008    | Italy F22, Palazzolo sull'Oglio                    | Terra rossa | Guillermo Hormazábal  | 4-6, 6-3, 4-6 |
| 3.  | 15 giugno 2009    | Italy F14, Mestre                                  | Terra rossa | Andrej Kuznecov       | 6-3, 1-6, 4-6 |
| 4.  | 31 agosto 2009    | Austria F8, Pörtschach am Wörther See              | Terra rossa | Janez Semrajč         | 4-6, 3-6      |
| 5.  | 5 ottobre 2009    | Italy F30, Quartu Sant'Elena                       | Cemento     | Vasek Pospisil        | 1-6, 2-6      |
| 6.  | 19 ottobre 2009   | Italy F32, Frascati                                | Terra rossa | Goran Tošić           | 0-6, 6(3)–7   |
| 7.  | 29 marzo 2010     | Croatia F2, Rovigno                                | Terra rossa | Attila Balázs         | 4-6, 4-6      |
| 8.  | 27 marzo 2011     | Città di Caltanissetta, Caltanissetta              | Terra rossa | Andreas Haider-Maurer | 1-6, 6(1)–7   |
| 9.  | 24 luglio 2011    | Orbetello Challenger, Orbetello                    | Terra rossa | Filippo Volandri      | 6-4, 3-6, 2-6 |
| 10. | 5 ottobre 2011    | Morocco F8, Tangeri                                | Terra rossa | Axel Michon           | 1-6, 6-2, 4-6 |
| 11. | 8 settembre 2013  | Trophée des Alpilles, Saint-Rémy-de-Provence       | Cemento     | Marc Gicquel          | 4-6, 3-6      |
| 12. | 21 giugno 2015    | Internazionali di Tennis Città di Perugia, Perugia | Terra rossa | Pablo Carreño Busta   | 2-6, 2-6      |
| 13. | 13 febbraio 2016  | Israel F1, Tel Aviv                                | Cemento     | Yannick Jankovits     | 3-6, 4-6      |
| 14. | 4 giugno 2016     | Italy F13, Padova                                  | Terra rossa | Riccardo Bellotti     | 6-2, 1-6, 1-6 |
| 15. | 29 Ottobre 2017   | Greece F6, Candia                                  | Cemento     | Tallon Griekspoor     | 6(4)–7, 4-6   |
| 16. | 13 gennaio 2019   | Da Nang Tennis Open, Đà Nẵng                       | Cemento     | Marcel Granollers     | 2-6, 0-6      |
| 17. | 1º settembre 2019 | Rafa Nadal Open, Manacor                           | Cemento     | Emil Ruusuvuori       | 0–6, 1–6      |

#### Doppio

##### Vittorie (13)
| Legenda tornei minori |
| Challenger (5)        |
| Futures (8)           |

| N.  | Data              | Torneo                                       | Superficie  | Compagno           | Avversari in finale                      | Punteggio        |
| 1.  | 21 giugno 2008    | Italy F18, Trieste                           | Terra rossa | Andrea Fava        | Harri Helioraava Tuomo Ojala             | 6-2, 4-6, [10-1] |
| 2.  | 6 giugno 2009     | Tunisia F1, Hammamet                         | Terra rossa | Valerio Carrese    | Joshua Crowe Matt Simpson                | 2-6, 6-2, [11-9] |
| 3.  | 24 gennaio 2010   | USA F2, Hollywood                            | Terra rossa | Stefano Ianni      | Aranu Burges-Davi Víctor Estrella Burgos | 1-6, 6-1, [7-10] |
| 4.  | 21 marzo 2010     | Croatia F1, Parenzo                          | Terra rossa | Carlos Poch-Gradin | Attila Balázs Ismar Gorčić               | 7-6, 6-4         |
| 5.  | 12 giugno 2010    | Italy F12, Mestre                            | Terra rossa | Walter Trusendi    | Nikola Ćirić Franko Škugor               | 6-7, 6-1, [10-2] |
| 6.  | 5 ottobre 2011    | Morocco F8, Tangeri                          | Terra rossa | Luca Vanni         | Roman Jebavý Jan Satral                  | 6-3, 7-5         |
| 7.  | 20 novembre 2011  | USA F31, Amelia Island                       | Terra rossa | Rudolf Siwy        | Alexandre Lacroix Tim Pütz               | 7-6, 6-1         |
| 8.  | 3 marzo 2012      | Morocco Tennis Tour - Casablanca, Casablanca | Terra rossa | Walter Trusendi    | Egvenij Donskoj Andrej Kuznecov          | 1-6, 7-6, [10-3] |
| 9.  | 21 aprile 2013    | Santos Brasil Tennis Open, Santos            | Terra rossa | Pavol Červenák     | Guilherme Clezar Gastão Elias            | 6-4, 4-6, [10-6] |
| 10. | 14 settembre 2014 | Biella Challenger, Biella                    | Terra rossa | Marco Cecchinato   | Frank Moser Alexander Satschko           | 7-5, 6-0         |
| 11. | 9 agosto 2015     | ATP Challenger Cortina, Cortina d'Ampezzo    | Terra rossa | Paolo Lorenzi      | Hsin-Han Lee Alessandro Motti            | 6-7, 6-4, [10-3] |
| 12. | 20 agosto 2016    | Italy F25, Padova                            | Terra rossa | Jonathan Eysseric  | Francisco Bahamonde Marcel Felder        | 6-4, 6-1, [10-8] |
| 13. | 19 febbraio 2017  | Tempe Challenger, Tempe                      | Terra rossa | Walter Trusendi    | Marcelo Arévalo Jackson Whitrow          | 5-7, 6-2, [10-9] |

##### Finali perse (15)
| Legenda tornei minori |
| Challenger (7)        |
| Futures (8)           |

| N.  | Data             | Torneo                                  | Superficie  | Compagno              | Avversari in finale                          | Punteggio        |
| 1.  | 9 settembre 2007 | Austria F11, Sankt Pölten               | Terra rossa | Andrea Fava           | Alexander Somogyi Ján Stančík                | 1-6, 1-6         |
| 2.  | 4 maggio 2008    | Italy F11, Aosta                        | Terra rossa | Giacomo Miccini       | Guillermo Hormazabal Hans Podlipnik-Castillo | 2-6, 4-6         |
| 3.  | 28 giugno 2008   | Italy F19, Castelfranco Veneto          | Terra rossa | Walter Trusendi       | Giancarlo Petrazzuolo Federico Torresi       | 6-7, 6-7         |
| 4.  | 6 luglio 2008    | Italy F20, Bologna                      | Terra rossa | Andrea Fava           | Dušan Doja Federico Torresi                  | 0-6, 4-6         |
| 5.  | 31 gennaio 2010  | USA F3, Tamarac                         | Terra rossa | Stefano Ianni         | Catalin Gard Christian Guevara               | 6-2, 4-6, [6-10] |
| 6.  | 19 giugno 2010   | Italy F13, Padova                       | Terra rossa | Paolo Beninica        | Alessandro Giannessi Federico Torresi        | 1-6, 6-7         |
| 7.  | 6 novembre 2011  | Open Medellin, Medellín                 | Terra rossa | Alessio Di Mauro      | Paul Capdeville Nicolás Massú                | 2-6, 6-4, [8-10] |
| 8.  | 12 agosto 2012   | San Marino Open, Città di San Marino    | Terra rossa | Stefano Ianni         | Lukáš Dlouhý Michal Mertiňák                 | 6-2, 6-7, [9-11] |
| 9.  | 25 novembre 2012 | Toyota Challenger, Toyota               | Sintetico   | Andrea Arnaboldi      | Philipp Oswald Mate Pavić                    | 3-6, 6-3, [2-10] |
| 10. | 12 aprile 2014   | Mersin Cup, Mersin                      | Terra rossa | Thomas Fabbiano       | Radu Albot Jaroslav Pospíšil                 | 6-7, 1-6         |
| 11. | 4 maggio 2014    | Ostrava Open Challenger, Ostrava        | Terra rossa | Alessandro Motti      | Andrej Kuznecov Adrián Menéndez Maceiras     | 6-4, 3-6, [8-10] |
| 12. | 7 settembre 2014 | TEAN International, Alphen aan den Rijn | Terra rossa | Rubén Ramírez Hidalgo | Antal van der Duim Boy Westerhof             | 1-6, 3-6         |
| 13. | 22 marzo 2015    | Kazan Kremlin Cup, Kazan'               | Terra rossa | Andrea Arnaboldi      | Michail Elgin Igor Zelenay                   | 3-6, 3-6         |
| 14. | 19 marzo 2017    | Italy F4, Bergamo                       | Cemento     | Walter Trusendi       | Petr Nouza David Škoch                       | 6-3, 5-7, [10-8] |
| 15. | 24 giugno 2017   | Spain F18, Palma del Río                | Cemento     | Adrien Bossel         | Frederik Nielsen David O'Hare                | 1-6, 6(1)–7      |